# Gephyromantis eiselti
Gephyromantis eiselti – gatunek płaza bezogonowego z rodziny mantellowatych (Mantellidae). Endemit Madagaskaru, zagrożony wyginięciem.

## Taksonomia
Gatunek mylono z należącymi do tego samego rodzaju:
- Gephyromantis thelenae
- Gephyromantis blanci
- Gephyromantis leucocephalus

## Występowanie
Jest to gatunek endemiczny, który spotykany jest jedynie we wschodniej części Madagaskaru – w okolicach Andasibe. Wydaje się jednak, że rzeczywisty zasięg występowania zwierzęcia może być nieco szerszy.
Preferowane przez płaza obszary znajdują się na wysokości od 800 do 1200 m nad poziomem morza. W przeciwieństwie do wielu swych krewniaków, Gephyromantis eiselti rzadko zamieszkuje pierwotne, nietknięte ludzką ręką lasy. Znacznie częściej pojawia się zaś w lasach wtórnych, a nawet na terenach porastanych przez niską roślinność wtórną (ale nigdy z dala od lasu).

## Rozmnażanie
W celach rozrodczych płazy tego gatunku nie muszą szukać zbiornika wodnego, gdyż występuje rozwój bezpośredni.

## Status
W Czerwonej księdze gatunków zagrożonych IUCN płaz ten od 2016 roku klasyfikowany jest jako gatunek zagrożony (EN, ang. Endangered); wcześniej, od 2004 roku uznawano go za gatunek niedostatecznie rozpoznany (DD, ang. Data Deficient).
Lokalnie płaz występuje bardzo obficie. Trend liczebności populacji oceniany jest jako spadkowy ze względu na utratę i degradację siedlisk.
Do zagrożeń dla gatunku należą: rolnictwo (w tym wypas zwierząt gospodarskich), pozyskiwanie drewna i wytwarzanie węgla drzewnego, inwazyjne rozprzestrzenianie się eukaliptusa, osadnictwo ludzkie.
Zwierzę zamieszkuje dwa obszary chronione prawnie, w tym Park Narodowy Andasibe-Mantadia.